# Tôn sùng chân

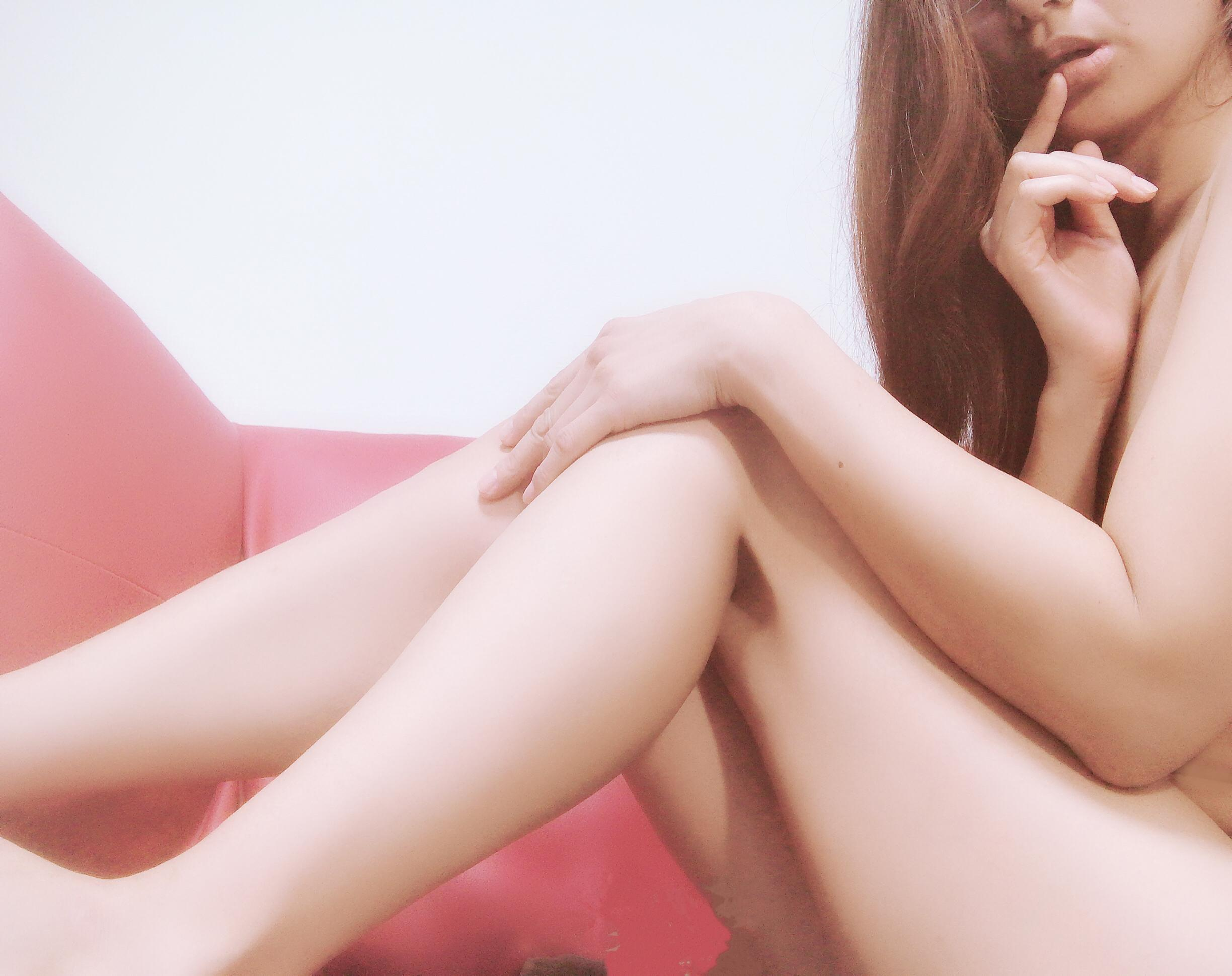

Tôn sùng chân hoặc chứng cuồng chân (tiếng Anh: Leg fetishism hay crurophilia) là sự tôn sùng tình dục đối với đôi chân. Các cá nhân có thể bị thu hút tình dục ở một khu vực cụ thể trên cơ thể  như đùi, đầu gối, cẳng chân, bắp chân hoặc mắt cá chân. Cuồng chân thường được kết nối với những kiểu tôn sùng khác liên quan đến sở thích về trang phục cụ thể như quần đùi, váy, bốt cao đến đùi hoặc tất dài.